# Сучкорез
Сучкоре́з — тип ножниц, используемый для обрезки ветвей и маленьких сучьев, напоминающий секаторы с очень длинными ручками. Это самый большой тип ручного садового режущего инструмента. Чаще всего сучкорезы предназначены для использования обеими руками. Ручки сучкорезов достигают в длину от 30 до 91 см, благодаря чему во время работы с инструментом возникает сильный рычажный механизм. Некоторые модели сучкорезов имеют телескопические ручки, которые можно раздвинуть до двух метров, что увеличивает силу рычажного механизма и позволяет достать до верхних веток дерева. На несколько метров достают штанговые сучкорезы, механизм которых крепится к длинной штанге.
Английское название сучкореза — lopper является производным от глагола to lop (в переводе — «срезать сучья или ветки»), который в свою очередь происходит от существительного lop (в переводе — «период / сезон обрезки сучьев»). Существительное и глагол появились в среднеанглийском, однако у них отсутствуют известные предшественники, либо слова прямого общего происхождения в других языках.
Как правило, сучкорезы разделяют на bypass (МФА: [ˈbaɪpɑːs]о файле, дословно — «байпас, параллельного действия») и anvil (’ænvɪl, дословно — «наковальня, упорная пластина»). Сучкорезы «bypass» работают по принципу ножниц, за исключением того, что одно лезвие скользит параллельно мимо захвата, который также может быть заточенным лезвием или нет, и вогнутым в виде крюка, что позволяет предотвращать выскальзывание ветки. Обычно bypass-сучкорезы осуществляют чистый срез на живой древесине, что позволяет ей быстрее заживляться. Тем не менее, лезвия bypass-сучкорезов часто застряют в древесине во время обрезки мёртвых, сухих веток, от которых лезвия могут погнуться. Крайне жёсткие и упругие ветки иногда могут отклонить и деформировать bypass-сучкорез так, что материал ветви застрянет между лезвиями или даже отодвинет их друг от друга, что может нанести вред как инструменту, так и его владельцу. Концы у bypass-сучкорезов могут быть прямыми, изогнутыми, либо один прямым, а другой изогнутым. Сучкорезы «anvil» имеют одно заострённое лезвие с прямым и иногда изогнутым краем, которое смыкается, но не пересекает, с плоской наковаленкой с аналогичным лезвию контуром, которая, как правило, делается из более мягкого материала, чем лезвие. Недостатком anvil-сучкорезов является то, что их лезвия в большей степени давят, чем режут, иногда оставляя неаккуратный, более уязвимый к попаданию инфекций срез на древесине. Главными преимуществами anvil-сучкорезов являются относительная сила и меньшее замятие волокнистых материалов. Поскольку лезвия anvil-сучкорезов часто сдавливают стебли во время обрезки (если они не очень острые), этим типом сучкорезов лучше всего обрезать мёртвую древесину, либо остатки живой древесины, прежде чем сделать окончательный чистый срез bypass-сучкорезом. Ввиду своей конструкции anvil-сучкорезы могут обрезать более толстые ветви, чем bypass-сучкорезы.
Оба типа сучкорезов имеют подпружиненный регулировочный винт, служащий опорой рычага, который затягивают при ослаблении. В bypass-сучкорезе эта деталь помогает вытащить срезаемый материал, застрявший между лезвиями. Чаще всего anvil-сучкорезы имеют дополнительный винт для корректировки, либо отсоединения пластины наковаленки, так что она может быть перемещена для компенсации износа или же полностью заменена.
Сучкорезы используются главным образом для обрезки ветвей деревьев диаметром менее 5 см. Некоторые из более новых моделей сучкорезов имеют усовершенствованные конструкции механизма, увеличивающие приложенную силу (т. н. храповой механизм). Помимо ручных механических, выпускаются аккумуляторные сучкорезы.